# Horrida
Horrida  – polska grupa muzyczna wykonująca muzykę inspirowaną m.in. rockiem gotyckim i metalem progresywnym utworzona w 2001 roku w Kończycach Małych niedaleko Cieszyna.

## Historia
Zespół powstał niedaleko Cieszyna we wrześniu 2001 roku z inicjatywy Dominique. Z początku grupa grała muzykę zainspirowaną rockiem gotyckim i w takim stylu w 2003 roku nagrała debiutancki album Libra. Z czasem jej muzyka ewoluowała w kierunku metalu progresywnego i innych gatunków muzycznych chociaż sami członkowie grupy niechętnie dają się zaszufladkować do jednego rodzaju muzyki. Obecnie (jesień 2009 roku) grupa ma za sobą dziesiątki koncertów w całej Polsce, m.in. w 2006 i w 2008 roku wystąpiła w organizowanym przez Closterkeller "Abracadabra Gothic Tour". W tym czasie nagrała też album Budź się. W 2009 roku Horrida pracuje nad swoim trzecim albumem.

## Muzycy

### Obecny skład zespołu
- Dominika "Dominique" Machej - śpiew
- Damian "Damien" Machej - gitara elektryczna, programowanie
- Kamil Chałupka - gitara elektryczna
- Grzegorz Goły - gitara basowa
- Karol Niezgoda - perkusja

### Byli członkowie zespołu
- Łukasz Biedroń - gitara elektryczna
- Piotr Brudny - perkusja
- Karol Lerch - gitara elektryczna
- Remigiusz Machej - gitara elektryczna
- Andrzej Miechowski - perkusja
- Krzysztof "Gorgo" Miechowski - gitara elektryczna
- Piotr Noworyta - perkusja
- Łukasz Sztwiertnia - perkusja

## Dyskografia - albumy
- Libra
- Budź się